# Fontenay-le-Vicomte
Fontenay-le-Vicomte é uma comuna francesa na região administrativa da Ilha de França, no departamento de Essonne. Estende-se por uma área de 6.83 km². Em 2010 a comuna tinha 1 587 habitantes (densidade: 232,4 hab./km²).